# Jean-Marc Boyer
Pour les articles homonymes, voir Boyer.
Jean-Marc Boyer, né le 24 février 1954 à Bagnols, est un homme politique français, membre des Républicains.

## Biographie
Il devient professeur d'éducation physique et sportive en 1977. Il commence sa carrière politique et est élu conseiller municipal, en mars 1983, et maire, en 1989, de Laqueuille et est réélu en 1995, 2001, 2008 et 2014.
En 1994, il entre au Conseil général après avoir battu le sénateur Marcel Bony. Il y devient le chef de l'opposition. Il est réélu en 2001 et en 2008. Après le rédécoupage cantonal de 2014, il est élu conseiller départemental en mars 2015 dans le canton d'Orcines, en binôme avec Martine Bony. Il est membre de l'Union pour un mouvement populaire puis des Républicains.
Le 3 mars 2016, il est élu président du parc naturel régional des volcans d'Auvergne, succédant à Roger Gardes à la tête du plus grand parc naturel régional de France.
Il parraine Laurent Wauquiez pour le congrès des Républicains de 2017, scrutin lors duquel est élu le président du parti.
En septembre 2017, il est élu pour la première fois sénateur, fonction à laquelle il est réélu en septembre 2023.